# Orthochromis machadoi
Orthochromis machadoi är en fiskart som först beskrevs av Poll, 1967.  Orthochromis machadoi ingår i släktet Orthochromis och familjen Cichlidae. IUCN kategoriserar arten globalt som livskraftig. Inga underarter finns listade i Catalogue of Life.